# Monika Horáková
Monika Horáková (* 19. října 1983 Praha) je česká politička, novinářka a překladatelka, v letech 2014 až 2018 zastupitelka městské části Praha 2, v letech 2016 až 2018 členka předsednictva Strany zelených.

## Život
Absolvovala Gymnázium Vítězslava Nováka v Jindřichově Hradci a následně vystudovala Vyšší odbornou školu publicistiky v Praze (získala titul DiS.) a dále pak v letech 2004 až 2007 obor žurnalistika na Fakultě sociálních věd Univerzita Karlova v Praze a v letech 2007 až 2009 obor informační studia a knihovnictví na Filozofické fakultě UK v Praze (získala titul Mgr.).
Několik let sbírala zkušenosti v Rakousku. Pracovala v rakouských i českých médiích (např. jako redaktorka v zahraniční redakci internetového deníku Aktuálně.cz), v současnosti se živí jako překladatelka z němčiny a angličtiny u společnosti Key-translations.eu.
Angažuje se jako propagátorka guerilla gardeningu a komunitního zahradničení. Překládá mimo jiné vzpomínky německy mluvících obyvatel na život v Československu do roku 1945. Na podzim 2015 stála za iniciativou Hlavák, kdy dobrovolníci pomáhali uprchlíkům projíždějícím Prahou.
Monika Horáková je matkou dvou dětí, jejím partnerem je Michal Uhl. Žije v Praze.

## Politické působení
Od roku 2013 je členkou Strany zelených, ale už v letech 2006 až 2009 pracovala pro Poslanecký klub Strany zelených. V roce 2015 byla první spolumluvčí levicové platformy Zelené re:vize. Dále byla vedoucí Kulturní a mediální odborné sekce SZ a členkou Rady krajské organizace SZ v Praze. V Základní organizaci SZ na Praze 2 a má na starosti komunikaci s veřejností. Na sjezdu Strany zelených v lednu 2016 v Praze byla zvolena členkou předsednictva strany. Funkci vykonávala do ledna 2018.
V komunálních volbách v roce 2014 byla zvolena zastupitelkou Městské části Praha 2. Kandidovala jako členka SZ za subjekt Zelená pro Prahu 2 (tj. SZ s podporou Pirátů a SNK-ED). Působila jako členka Redakční rady Novin Prahy 2. Ve volbách v roce 2018 již nekandidovala.
Ve volbách do Poslanecké sněmovny PČR v roce 2017 byla lídryní Zelených v Pardubickém kraji, ale neuspěla.
V komunálních volbách v roce 2022 kandidovala na starostku Prahy 2 za koalici Dvojka solidární a zelená, kterou tvořili Zelení, ČSSD a KDU-ČSL, ale neuspěla. Zároveň kandidovala do Zastupitelstva hlavního města Prahy ze 17. místa kandidátky koalice Solidarita, kterou tvoří ČSSD, Zelení, Budoucnost a Idealisté, ale také neuspěla.